# Israélien (cheval)
Pour les articles homonymes, voir Israélien.
Le cheval local israélien (anglais : Israeli Local Horse) est l’unique race de chevaux native du territoire d'Israël.
Surtout d'origine arabe, ces animaux ont été influencés par un très grand nombre de croisements, et plus récemment par le Pur-sang. Ils sont enregistrés dans un stud-book depuis 1972, mais ne font pas l'objet de sélection particulière. Le cheval local israélien est surtout employé sous la selle. Les effectifs en sont inconnus, mais la race est présumée commune.

## Histoire

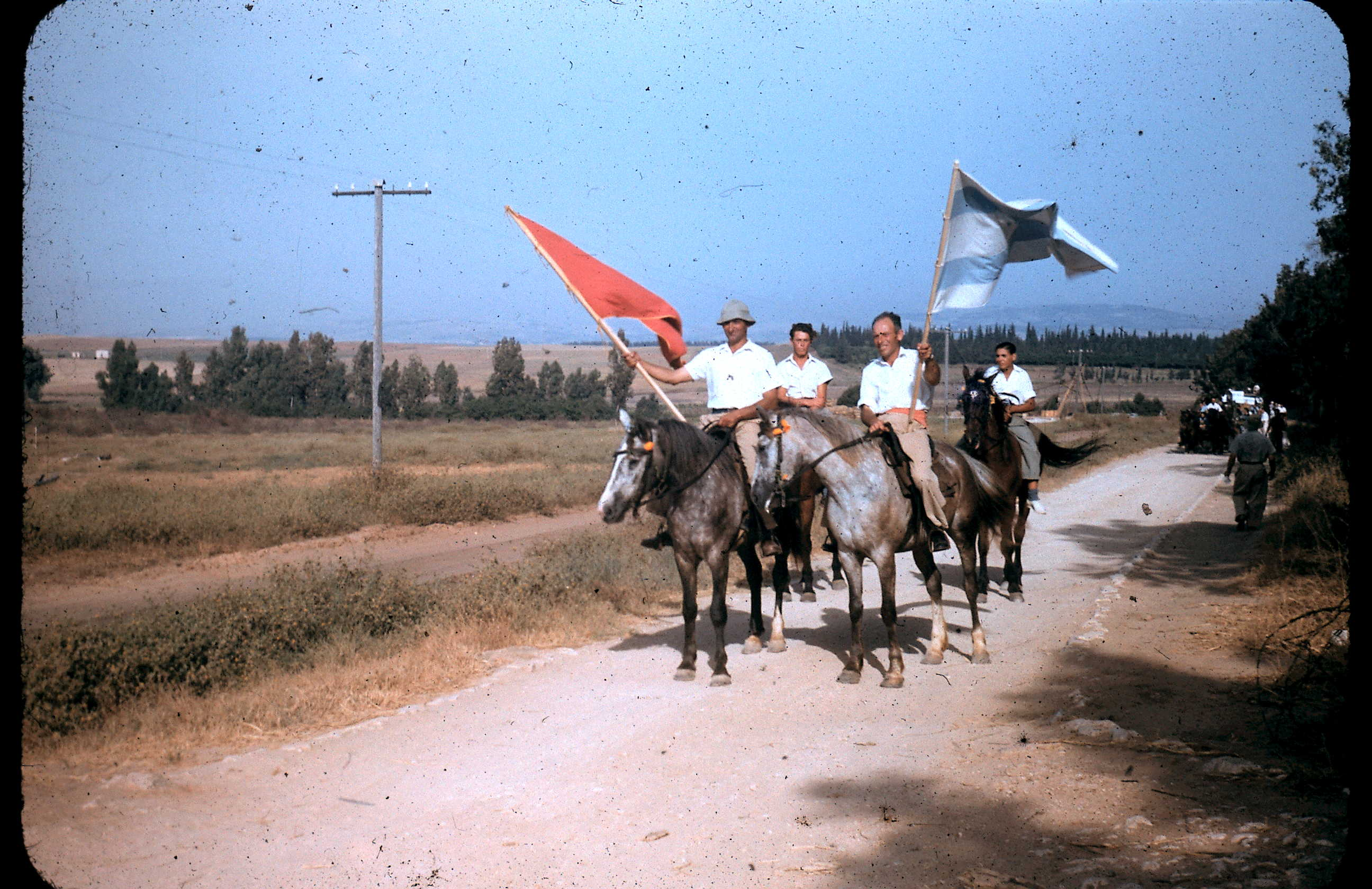
Chevaux israéliens vers 1940.

Le cheval israélien actuel, connu localement sous le nom de « Israeli », descend des chevaux qui étaient naturellement présents sur le territoire de la Palestine. En 1922, un haras national est créé à Acre dans l'objectif d'améliorer les chevaux locaux.
Majoritairement issus de la race Arabe, ces chevaux sont croisés avec d'autres races dans les années qui suivent l'indépendance d'Israël, notamment avec le Waler australien. Deux étalons de race Quarter Horse importés des États-Unis en 1960, puis des étalons de race KWPN, Trakehner, Hanovrien, Tennessee Walker, et des Fjord, influencent ce cheptel local. En 1966, les éleveurs israéliens portent un intérêt à l'élevage du Pur-sang pour l'exportation. Il est par ailleurs suggéré par le Dr Loewenthal, président de la Israel Horse Society à cette même époque, que l'apparence de cheval du désert puisse être restaurée chez le cheptel équin israélien. En 1968, des chevaux arabes sont amenés depuis l'Angleterre. Ces importations se reproduisent, depuis d'autres pays tels que la France, l'Allemagne, l'Angleterre, et les États-Unis.
En 1972, Israël ouvre son registre généalogique pour le « cheval local », destiné à recenser tous les chevaux sans race particulière présents dans ce pays,,. Il est suivi deux ans plus tard par l'ouverture du stud-book de la race Arabe, puis en 1984 par celui du Pur-sang. Dans les années 1970, des importations de chevaux arabes s'effectuent depuis la Jordanie et le Liban. L'objectif est d'élever des chevaux de selle à partir de la souche arabe israélienne principalement.
Depuis 1968, c'est le Pur-sang qui a principalement influencé le cheval local israélien.

## Description

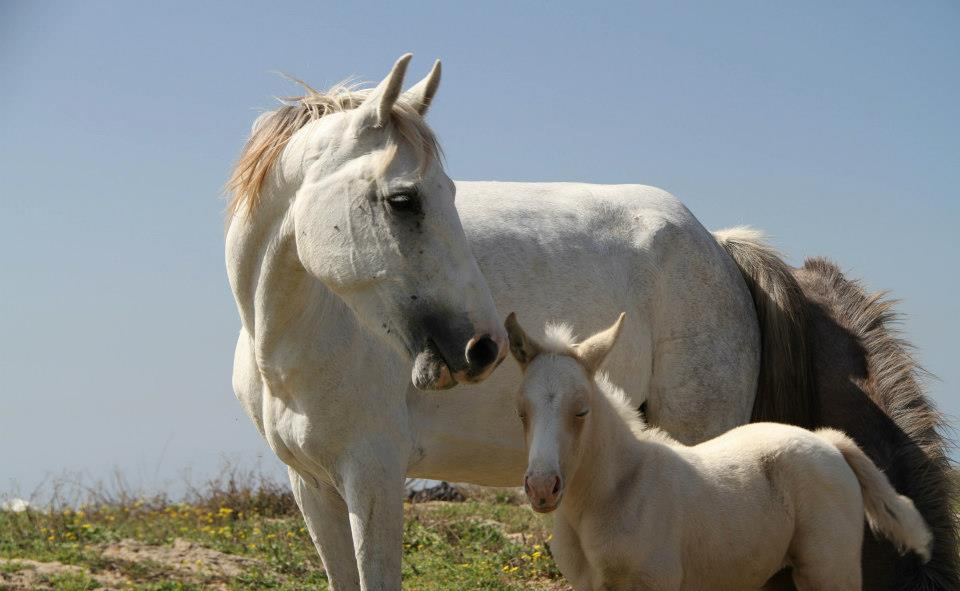
Jument israélienne grise et son poulain

L'encyclopédie de CAB International (2016) lui attribue une taille de 1,44 m à 1,54 m. Le guide Delachaux (2014) cite une fourchette de taille de 1,42 m à 1,52 m, tout comme Bonnie Lou Hendricks, de l'Université de l'Oklahoma, dont l'ouvrage lui a probablement servi de source.
Cette race est peu caractérisée, dans la mesure où elle est issue de croisements divers, le stud-book étant ouvert à tous les chevaux locaux du territoire d'Israël, à l'exception des chevaux de race Pur-sang et Arabe sans croisements.

### Morphologie
Le type du cheval local israélien peut être variable, cependant il existe des caractéristiques morphologiques communes. Il présente un modèle de cheval de selle léger,. La tête est assez longue, le dos est court, et la poitrine étroite,. Les pieds sont solides.

### Robe
La robe peut être baie, bai-brune, alezane, noire, ou grise, la majorité de ces chevaux étant gris,.

### Tempérament, allures et entretien
Le cheval israélien a fait l'objet d'une étude visant à déterminer la présence de la mutation du gène DMRT3 à l'origine des allures supplémentaire : cette étude a permis de confirmer la présence de cette mutation chez la race, mais pas l'existence de chevaux israéliens ambleurs.
Le tempérament est considéré comme bon, avec une grande énergie et une facilité en termes d'interactions. La race est réputée docile. Il n'existe pas d'élevage sélectif particulier, ni de quelconque organisation de cet élevage. 
Le cheval israélien est résistant aux maladies et à la chaleur. Cependant, 36,3 % des chevaux de la race locale analysés pour les besoins d'une étude sur le parasitage par Theileria equi sur le territoire d'Israël sont positifs à cette infestation, tout particulièrement sur le plateau du Golan. Un sujet a également fait l'objet d'une étude sur son parasitage par des culicoïdes, révélant un parasitage par cinq espèces différentes.

## Utilisations

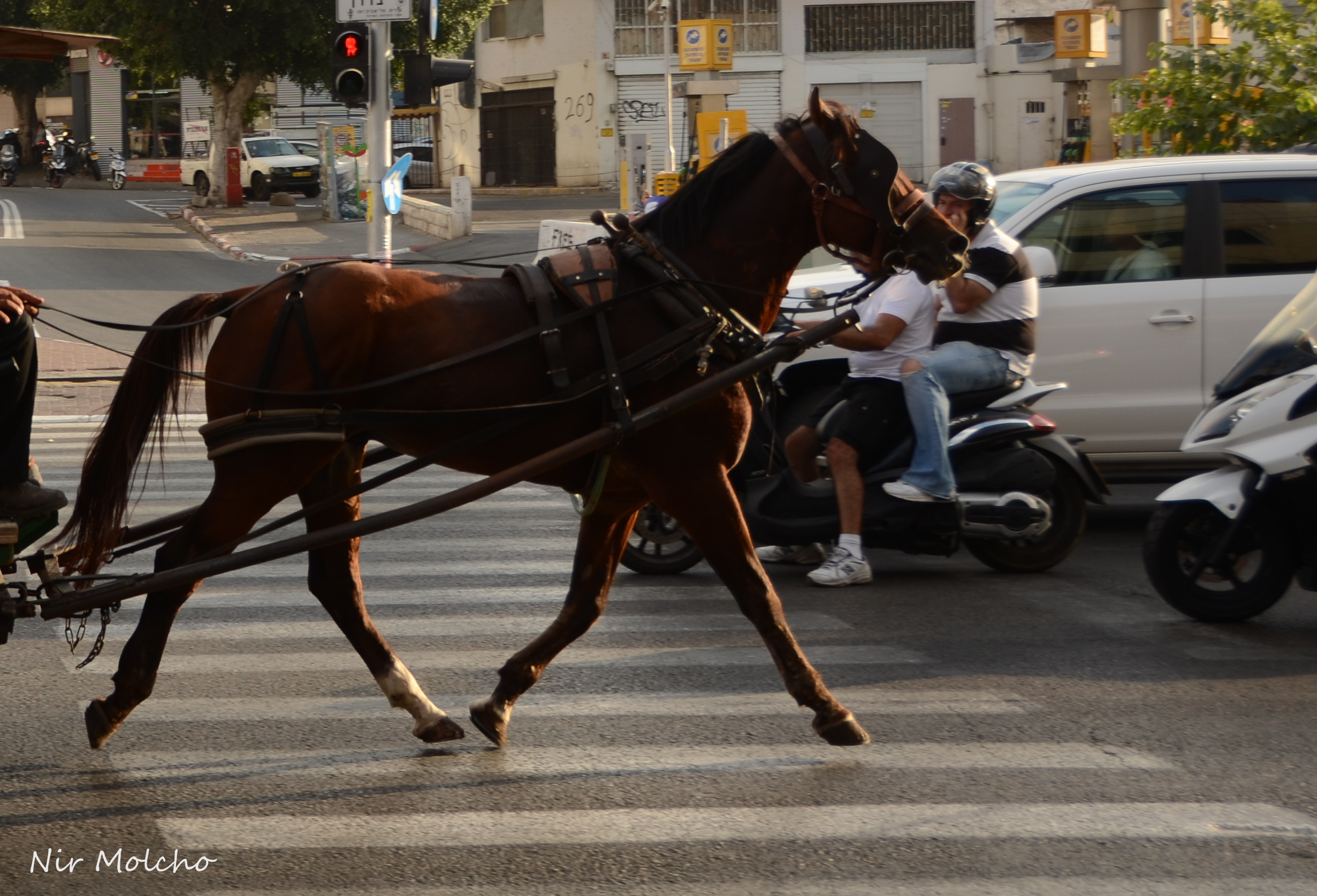
Cheval local israélien alezan, attelé

Ces chevaux sont employés surtout pour la selle, mais peuvent aussi servir à la traction légère.

## Diffusion de l'élevage
La race est propre à Israël, et est considérée comme commune. Le cheval israélien ne figure ni dans l'étude de la population équine mondiale menée par l'université d'Uppsala, et publiée en août 2010 pour la FAO, ni dans la base de données DAD-IS.